# John Martin Scripps
John Martin, geboren als John Martin Scripps (* 9. Dezember 1959 in Letchworth Garden City, Grafschaft Hertfordshire, England; † 19. April 1996 in Singapur) war ein britischer Mörder.
Martin tötete drei Touristen: Gerard Lowe in Singapur, Sheila und Darin Damude in Thailand. Angeblich soll er noch drei weitere Menschen getötet haben. Er stellte sich bei den Taten als Tourist dar. Dies brachte ihm bei den britischen Medien den Spitznamen „der Tourist aus der Hölle“ ein. Nach der Tat zerhackte er die Leichen.
Scripps wurde in Singapur verhaftet und zum Tode verurteilt. Die Hinrichtung fand am 19. April 1996 um sechs Uhr morgens singapurischer Zeit im Changi-Gefängnis statt.